# Бек-де-Рос
Бек-де-Рос (фр. Beс des Rosses) — гора высотой 3223 м, расположена в Пеннинских Альпах на территории Швейцарии, в районе горнолыжного курорта Вербье.
Получила известность как место проведения ежегодных самых престижных в мире соревнований по фрирайду Xtreme Verbier. Архивировано из оригинала 14 июля 2014 года..
Данные соревнования являются заключительным туром многоэтапных соревнований Freeride World Tour, в которых принимают участие ведущие спортсмены со всего мира в дисциплинах внетрассового спуска на горных лыжах и сноуборде. По итогам многотуровых соревнований среди мужчин и женщин победителю присваивается звание Чемпиона мира.
Склон, по которому спускаются фрирайдеры имеет перепад высот 600 м и крутые снежные участки крутизной до 55-60 градусов, перемежающиеся отвесными скальными поясами. Спортсмены сами выбирают линию спуска, проезд по которой оценивается судьями соревнований.